# Bårse (plaats)
Bårse is een plaats in de Deense regio Seeland, gemeente Vordingborg. De plaats telt 494 inwoners (2021).
Bårse ligt in de gelijknamige parochie. De parochiekerk stamt uit de 1e helft van de 14e eeuw.
In 1822 werd op een straatsteen in Bårse een runeninscriptie gevonden.